# Хемрик, Дики
Нед Диксон «Дики» Хемрик (англ. Ned Dixon “Dickie” Hemric; 29 августа 1933, Джонсвилл, Северная Каролина — 3 августа 2017, Акрон, Огайо) — американский профессиональный баскетболист.

## Ранние годы
Дики Хемрик родился в городе Джонсвилл (штат Северная Каролина), учился в одноимённой школе, в которой играл за местную баскетбольную команду.

## Студенческая карьера
В 1955 году окончил Университет Уэйк-Форест, где в течение четырёх лет играл за баскетбольную команду «Уэйк-Форест Димон Диконс» (первые два года она выступала в Южной конференции, вторые — в конференции Атлантического Побережья), в которой провёл успешную карьеру. При Хемрике «Димон Диконс» ни разу не выигрывали ни регулярный чемпионат Южной конференции, ни регулярный чемпионат и турнир конференции Атлантического Побережья, но всё-таки один раз выиграли турнир Южной конференции и один раз выходили в плей-офф студенческого чемпионата США. В 1953 году «Димон Диконс» дошли до 1/8 финала турнира NCAA (англ. Sweet Sixteen), где проиграли команде «Холи-Кросс Крузейдерс» со счётом 71—79.
За свою студенческую карьеру Хемрик установил два рекорда конференции ACC, набрав по итогам своих выступлений 2587 очков и сделав 1802 подбора, которые оставались незыблемыми на протяжении 50 последующих лет. Два года подряд признавался баскетболистом года среди студентов конференции Атлантического Побережья (1954—1955), один раз — спортсменом года среди студентов конференции Atlantic Coast (1955), а также один раз включался во 2-ю всеамериканскую сборную NCAA (1955).
25 февраля 2006 года, спустя 51 год, рекорд Хемрика по очкам побил выступавший за «Дьюк Блю Девилз» Джей Джей Редик, набравший в итоге 2769 очков. В 2009 году результат Хемрика и Редика покорил игрок «Северная Каролина Тар Хилз» Тайлер Хэнсбро, который набрал в итоге 2872 очка. Рекорд конференции ACC по подборам до сих остаётся непревзойдённым, на втором месте идёт 4-кратный чемпион НБА Тим Данкан, также выступавший за «Уэйк-Форест Димон Диконс» (1570 подборов, играл в 1993—1997 годах), третье место занимает ровесник Дики Ронни Шавлик из «НК Стэйт Вульфпэк» (1567, 1953—1956). Лидером первого дивизиона NCAA по подборам за всю историю лиги является Том Гола, сделавший 2201 подбор, Хемрик же в данном показателе занимает пятое место.
Хемрик на протяжении 54 лет удерживал рекорд NCAA по количеству попаданий с линии штрафного броска за карьеру (905), однако 28 февраля 2009 года тот же Тайлер Хэнсбро превзошёл это достижение (982). Хемрик по-прежнему удерживает рекорд 1-го дивизиона NCAA по количеству попыток с линии штрафного броска за карьеру (1359).
В 2002 году к пятидесятилетнему юбилею конференции Атлантического Побережья (ACC) Хемрик был включён в символическую сборную, в которую вошли пятьдесят величайших игроков за всю историю ACC. Свитер с номером 24, под которым выступал Хемрик, был закреплён за ним и выведен из употребления, кроме того он был включён в спортивный зал славы Северной Каролины.

## Карьера в НБА
Играл на позиции тяжёлого форварда. В 1955 году был выбран на драфте НБА под 10-м номером командой «Бостон Селтикс», в которой провёл всю свою непродолжительную профессиональную карьеру. Всего в НБА провёл 2 сезона. В сезоне 1956/1957 годов Хемрик стал чемпионом НБА в составе «Селтикс», где только начинали свою профессиональную карьеру Билл Расселл, Том Хейнсон и Кей Си Джонс. Всего за карьеру в НБА сыграл 138 игр, в которых набрал 863 очка (в среднем 6,3 за игру), сделал 703 подбора и 102 передачи.
После завершения спортивной карьеры более 30 лет работал в шинной компании «Гудиер» в Акроне. Умер на 84-м году жизни.

## Статистика

### Статистика в НБА
| Сезон                                                                                    | Команда | Регулярный сезон | Регулярный сезон | Регулярный сезон | Регулярный сезон | Регулярный сезон | Регулярный сезон | Регулярный сезон | Регулярный сезон | Регулярный сезон | Регулярный сезон | Регулярный сезон | Серия плей-офф | Серия плей-офф | Серия плей-офф | Серия плей-офф | Серия плей-офф | Серия плей-офф | Серия плей-офф | Серия плей-офф | Серия плей-офф | Серия плей-офф | Серия плей-офф |
| Сезон                                                                                    | Команда | GP               | GS               | MPG              | FG%              | 3P%              | FT%              | RPG              | APG              | SPG              | BPG              | PPG              | GP             | GS             | MPG            | FG%            | 3P%            | FT%            | RPG            | APG            | SPG            | BPG            | PPG            |
| ---------------------------------------------------------------------------------------- | ------- | ---------------- | ---------------- | ---------------- | ---------------- | ---------------- | ---------------- | ---------------- | ---------------- | ---------------- | ---------------- | ---------------- | -------------- | -------------- | -------------- | -------------- | -------------- | -------------- | -------------- | -------------- | -------------- | -------------- | -------------- |
| 1955/56                                                                                  | Бостон  | 71               |                  | 18,7             | 40,3             |                  | 64,8             | 5,6              | 0,8              |                  |                  | 7,0              | 3              |                | 18,0           | 20,8           |                | 56,3           | 7,3            | 0,3            |                |                | 6,3            |
| 1956/57                                                                                  | Бостон  | 67               |                  | 15,7             | 34,4             |                  | 69,5             | 4,5              | 0,6              |                  |                  | 5,4              | 2              |                | 9,5            | 14,3           |                | -              | 4,5            | 0,5            |                |                | 1,0            |
|                                                                                          | Всего   | 138              |                  | 17,3             | 37,7             |                  | 66,9             | 5,1              | 0,7              |                  |                  | 6,3              | 5              |                | 14,6           | 19,4           |                | 56,3           | 6,2            | 0,4            |                |                | 4,2            |
| Наведите курсор мыши на аббревиатуры в заголовке таблицы, чтобы прочесть их расшифровку. |         |                  |                  |                  |                  |                  |                  |                  |                  |                  |                  |                  |                |                |                |                |                |                |                |                |                |                |                |

### Статистика в NCAA
| Сезон | Команда     | Conf     | Class | GP  | GS | MPG | FG%  | 3P% | FT%  | RPG  | APG | SPG | BPG | PPG  |
| --- | ----------- | -------- | ----- | --- | -- | --- | ---- | --- | ---- | ---- | --- | --- | --- | ---- |
| 1951/52 | Уэйк-Форест | Southern | FR    | 24  |    |     | 44,1 |     | 56,1 | 18,6 | 1,2 |     |     | 22,4 |
| 1952/53 | Уэйк-Форест | Southern | SO    | 25  |    |     | 46,9 |     | 59,2 | 16,6 |     |     |     | 24,9 |
| 1953/54 | Уэйк-Форест | ACC      | JR    | 28  |    |     | 50,4 |     | 74,2 | 15,1 |     |     |     | 24,3 |
| 1954/55 | Уэйк-Форест | ACC      | SR    | 27  |    |     | 51,7 |     | 74,9 | 19,1 |     |     |     | 27,6 |
| Всего | Всего       | Всего    | Всего | 104 |    |     | 48,3 |     | 66,6 | 17,3 | 0,3 |     |     | 24,9 |
| Наведите курсор мыши на аббревиатуры в заголовке таблицы, чтобы прочесть их расшифровку Статистика приведена с сайта sports-reference.com |             |          |       |     |    |     |      |     |      |      |     |     |     |      |